# Ester Lindahl
Ester Erika Katarina Lindahl, född 14 augusti 1868 i Stockholm, död där 6 juli 1920, var en svensk godsägare, konstsamlare och donator. 
Ester Lindahl var dotter till godsägaren Per Erik Lindahl (1817–1905) och Johanna Kristina (Hanna), född Buhre (1828–1912). Efter fadern ärvde Lindahl gården Norrby i Bogsta utanför Nyköping.
Lindahl testamenterade 450 000 kronor vardera till Kungliga Akademien för de fria konsterna och till Kungliga Vetenskapsakademien. En stor samling konstverk skänktes till Nationalmuseum, och dessutom instiftades Ester Lindahls stipendiefond som sedan 1922 har delat ut stipendier till yngre konstnärer. Ester Lindahl är begravd på Norra begravningsplatsen utanför Stockholm.